# Sima-Familie

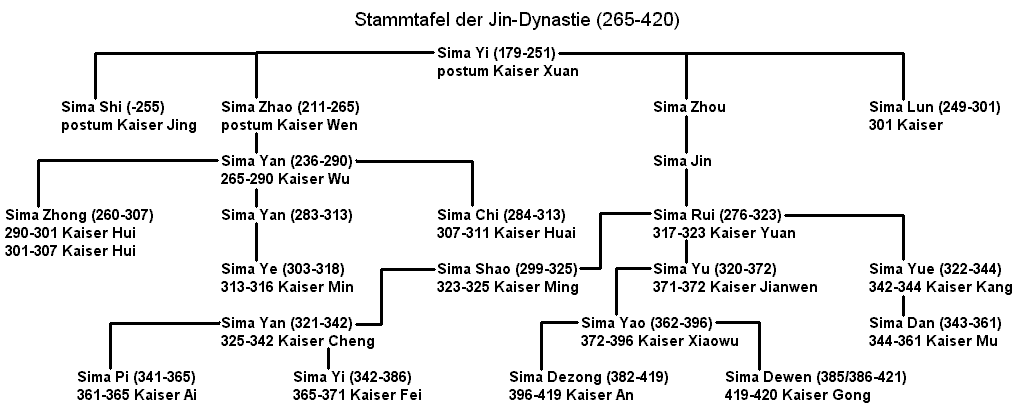
Stammtafel der Jin-Dynastie von Sima Yi bis Sima Dewen

Sima (chinesisch 司馬 / 司马, Pinyin Sīmǎ, W.-G. Ssu-ma) ist ein chinesischer Familienname. Er gehört zu den weniger verbreiteten Familiennamen, die aus zwei Zeichen bestehen.
Der früheste bekannte Vertreter der Familie ist Sima Rangju, ein Stratege zur Zeit der Frühlings- und Herbstannalen, dem das Werk Simas Kunst des Kriegshandwerk zugeschrieben wird. Der bedeutende Historiker Sima Qian (145–90 v. Chr.), Verfasser des Shiji, gehört wahrscheinlich nicht zu seiner direkten Nachkommenschaft, ist auf jeden Fall aber mit ihm verwandt.
Die Sima-Familie erlangte im 3. Jahrhundert n. Chr. in China große Bedeutung, als der General Sima Yi (179–251) sich vom Berater des Kriegsherrn Cao Cao zum Regenten für seinen späteren Nachfolger Cao Fang (231–274) aufschwang. Seine Söhne Sima Shi († 255) und Sima Zhao (211–265) befestigten die Macht der Familie. Sima Zhaos Sohn Sima Yan (236–290) setzte im Jahr 265 den letzten Wei-Kaiser ab und rief sich zum Kaiser der Jin-Dynastie aus, die China erstmals seit einem Menschenleben wieder vereinte. Schon nach wenigen Jahrzehnten zerbrach das Jin-Reich jedoch, und der letzte Jin-Kaiser musste 420 abdanken.
Ein Nachkomme der Kaiserfamilie dürfte der Historiker Sima Guang (1019–1086) sein, der zur Zeit der Song-Dynastie lebte.